# Srijem
Srijem és una localitat de Croàcia al municipi de Sokolovac, comtat de Koprivnica-Križevci.

## Geografia
Es troba a una altitud de 177 msnm i a 90 km de la capital nacional, Zagreb.

## Demografia
Al cens de 2011, el total de població de la localitat va ser de 213 habitants.
| Gràfica de població de Srijem 1857-2011 |
|                                         |